# Ya’aqov ben Yitsḥaq ha-Lewi
Ya’aqov ben Yitsḥaq ha-Lewi von Hornbach (geb. im 12. Jahrhundert; gest. nach 1223) war ein jüdischer Gelehrter.
Bekannt blieb er vor allem, weil er einer der Unterzeichner der Taqqanot Qehillot Šum war, einer gemeinsamen Rechtssammlung der SchUM-Städte, der jüdischen Gemeinden von Speyer, Worms und Mainz. An den beiden Versammlungen der Gemeinde 1220 in Mainz und 1223, die das erste Dokument erstellten, nahm er teil und unterzeichnete es mit.
Hornbach gehörte zum Einflussbereich des Hochstifts Speyer. Ob dieser Namenszusatz „von Hornbach“ aber einen Wohnort bezeichnet – es gibt sonst keinen Nachweis dafür, dass damals dort Juden lebten – oder ob es eine Herkunftsbezeichnung ist und Ya’aqov ben Yitsḥaq ha-Lewi in einer anderen Gemeinde lebte, ist unbekannt. Auch wurde der Namenszusatz vereinzelt als „Odenbach“ gelesen. Ya’aqov ben Yitsḥaq ha-Lewi wird in einer weiteren Handschrift erwähnt, die auch einen Moše ben Yitsḥaq ha-Lewi von Hornbach als seinen Bruder benennt.